# Seloncourt
Seloncourt é uma comuna francesa na região administrativa de Borgonha-Franco-Condado, no departamento de Doubs. Estende-se por uma área de 7,92 km². Em 2010 a comuna tinha 5 885 habitantes (densidade: 743,1 hab./km²).